# Cycles de fresques du XIVe siècle à Padoue
Les cycles de fresques du XIVe siècle à Padoue  sont un site italien inscrit au patrimoine mondial par l'UNESCO depuis 2021.
Le site regroupe huit édifices de Padoue, laïques et religieux, abritant des fresques peintes entre 1302 et 1397 par des peintres éminents : Giotto, Guariento di Arpo, Giusto de Menabuoi, Altichiero da Zevio, Jacopo Avanzi et Jacopo da Verona (it). Les fresques innovent par leur représentation des récits allégoriques et leurs techniques de perspective. Les émotions des personnages sont représentées de façon réaliste. Ces fresques ont été une importante source d'inspiration pour les œuvres ultérieures pendant la Renaissance italienne.

## Édifices inscrits
L'inscription comprend quatre sites regroupant huit édifices.
| #        | Édifices                             | Superficie (ha) | Coordonnées                       | Extérieur | Intérieur |
| -------- | ------------------------------------ | --------------- | --------------------------------- | --------- | --------- |
| 1623-001 | Chapelle des Scrovegni               | 7,18            | 45° 24′ 42″ nord, 11° 52′ 46″ est |           |           |
| 1623-001 | Église des Érémitiques               | 7,18            | 45° 24′ 38″ nord, 11° 52′ 47″ est |           |           |
| 1623-002 | Palazzo de la Ragione                | 7,34            | 45° 24′ 26″ nord, 11° 52′ 31″ est |           |           |
| 1623-002 | Chapelle des Carraresi (it)          | 7,34            | 45° 24′ 26″ nord, 11° 52′ 17″ est |           |           |
| 1623-002 | Baptistère                           | 7,34            | 45° 24′ 24″ nord, 11° 52′ 18″ est |           |           |
| 1623-003 | Basilique et monastère Saint-Antoine | 5,19            | 45° 24′ 05″ nord, 11° 52′ 51″ est |           |           |
| 1623-003 | Oratoire Saint-Georges               | 5,19            | 45° 24′ 04″ nord, 11° 52′ 49″ est |           |           |
| 1623-004 | Oratoire Saint-Michel (it)           | 0,25            | 45° 24′ 05″ nord, 11° 52′ 09″ est |           |           |